# Ley de cargas
La ley de cargas enuncia que las cargas de igual signo se repelen, mientras que las de diferente signo se atraen; es decir que las fuerzas electrostáticas entre cargas de igual signo (por ejemplo, dos cargas positivas) son de repulsión, mientras que las fuerzas electrostáticas entre cargas de signos opuestos (una carga positiva y otra negativa), son de atracción.
El átomo está constituido por protones con carga positiva (+), electrones con carga negativa (–) y neutrones, unidos por la fuerza atómica.
La fuerza que ejercen las respectivas cargas de protones y electrones se representan gráficamente con líneas de fuerza electrostática, además de que la fuerza equivalente de: 
Dos esferas  cargadas positivamente se repelen. Esta repulsión se debe a las fuerzas que actúan entre esferas y se representan mediante flechas, que son segmentos de recta dirigidas que se llaman vectores; de la misma manera dos esferas cargadas negativamente ejercen entre sí fuerzas de repulsión. En cambio, dos esferas cargadas, una de ellas negativamente y la otra positivamente ejercen entre sí fuerzas de atracción.